# يو إف سي على إي إس بي إن: آي ضد كالفيلو
يو إف سي على إي إس بي إن: آي ضد كالفيلو (بالإنجليزية: UFC on ESPN: Eye vs. Calvillo)‏ هو حدث لفنون القتال المختلطة نظمته يو إف سي، أُقيم في 13 يونيو 2020، على يو إف سي أبيكس في إنتربرايز، نيفادا، الولايات المتحدة.